# Ярмук
Ярму́к (араб. اليرموك‎, ивр. נַחַל הַיַּרְמוּךְ‎ Нахаль ха-Ярмух) — река на Ближнем Востоке. Крупнейший приток реки Иордан. Одна из немногих непересыхающих рек в этом районе. 
Ярмук образует границу между Израилем и Иорданией ближе к долине реки Иордан, а также между Сирией и Иорданией далее вверх по течению.
Истоки находятся в южной Сирии. Берега реки по большей части обрывистые. В месте впадения реки Ярмук в Иордан в 1932 году была построена гидроэлектростанция Нахараим, действовавшая до 1948 года.
На берегах этой реки 20 августа 636 года состоялась битва при Ярмуке, в которой мусульмане нанесли решающее поражение византийским войскам в борьбе за Сирию и Палестину.